# Мон'єтленг
Мон'єтленг (англ. Monyetleng) — місцева громада в  Лесото, у районі Таба-Цека. Населення місцевої громади у 2006 році становило 7 306 осіб.